# Freundel Stuart
Freundel Stuart (Saint Philip, 1951. április 27. –) Barbados hetedik miniszterelnöke, David Thompson utódja, aki 2010. október 23-án hasnyálmirigyrákban hunyt el. Stuart, a barbadosi Demokrata Munkáspárt tagja, a West Indies egyetemen végzett politikatudományi és jogi karon.